# Ricardo Álvarez Casanova
 Ricardo Abraham Álvarez Casanova (Santiago, Chile, 10 de febrero de 1999) es un futbolista profesional chileno que se desempeña como volante en Brujas de Salamanca de la Tercera División A de Chile.

## Trayectoria
Debutó profesionalmente en el primer equipo de Colo-Colo el 17 de mayo de 2014, con tan sólo 15 años y 3 meses, ingresando a los 77' de juego en reemplazo de Jorge Araya, en un encuentro que enfrentó al cuadro Popular contra Palestino, válido por Copa Chile, y que finalizó con derrota del conjunto albo por 0 a 1.

#### Temporada 2017
Ya en 2017, jugó 30 minutos en la tradicional Noche Alba, disputada el 23 de enero en el Estadio Monumental, la cual tuvo como equipo invitado a Lanús de Argentina. En aquella oportunidad, Colo-Colo se impuso por la cuenta mínima, con gol de Octavio Rivero, a los 72' de partido.
Hizo su estreno en Primera División el 4 de febrero de 2017, bajo la dirección técnica de Pablo Guede, en el duelo válido por la fecha 1 del Torneo de Clausura que enfrentó a Unión Española y Colo-Colo en el Estadio Santa Laura. En dicho encuentro, ingresó en el minuto 63 de partido en reemplazo de Christofer Gonzales, con la camiseta número 36 en su espalda, recibiendo tarjeta amarilla a los 82'.
Su estreno como titular en la Primera División fue el 15 de octubre del mismo año por la Fecha 9 del Torneo de Transición contra Santiago Wanderers en el Estadio Monumental, los "albos" vencerían por 2-0 y Álvarez jugaría hasta el minuto 45' saliendo por Jorge Araya. Su segundo partido en el torneo fue contra Unión Española de local también ingresó al minuto 84' por Iván Morales (una de las figuras del encuentro) partido que terminaría 5-2 a favor de Colo Colo y que le permitiría alcanzar al líder Unión Española. En la última fecha Colo Colo golearía por 3-0 a Huachipato en el sur coronándose campeones del fútbol chileno por 32ª vez, Álvarez no sería citado finalmente jugaría escasos 51 minutos en esta nueva estrella alba.

## Estadísticas
| Club               | Div.             | Temporada        | Liga  | Liga  | Copas nacionales | Copas nacionales | Torneos internacionales | Torneos internacionales | Total | Total | Media goleadora |
| Club               | Div.             | Temporada        | Part. | Goles | Part.            | Goles            | Part.                   | Goles                   | Part. | Goles | Media goleadora |
| ------------------ | ---------------- | ---------------- | ----- | ----- | ---------------- | ---------------- | ----------------------- | ----------------------- | ----- | ----- | --------------- |
| Colo Colo · Chile  | 1.ª              | 2014-15          | —     | —     | 1                | 0                | —                       | —                       | 1     | 0     | 0.00            |
| Colo Colo · Chile  | 1.ª              | 2016-17          | 1     | 0     | —                | —                | —                       | —                       | 1     | 0     | 0.00            |
| Colo Colo · Chile  | 1.ª              | 2017             | 2     | 0     | —                | —                | —                       | —                       | 2     | 0     | 0.00            |
| Colo Colo · Chile  | Total club       | Total club       | 3     | 0     | 1                | 0                | 0                       | 0                       | 4     | 0     | 0.00            |
| Huachipato · Chile | 1.ª              | 2019             | —     | —     | —                | —                | —                       | —                       | 0     | 0     | 0.00            |
| Huachipato · Chile | Total club       | Total club       | 0     | 0     | 0                | 0                | 0                       | 0                       | 0     | 0     | 0.00            |
| Total en carrera   | Total en carrera | Total en carrera | 3     | 0     | 1                | 0                | 0                       | 0                       | 4     | 0     | 0.00            |
| 1. 2.              |                  |                  |       |       |                  |                  |                         |                         |       |       |                 |

## Palmarés

### Campeonatos nacionales
| Título             | Club      | País  | Año    |
| ------------------ | --------- | ----- | ------ |
| Supercopa de Chile | Colo-Colo | Chile | 2017   |
| Primera División   | Colo-Colo | Chile | 2017-T |
| Supercopa de Chile | Colo-Colo | Chile | 2018   |